# Mario Lucerna
Mario Lucerna (Caltagirone, 18 gennaio 1926 – Messina, 16 gennaio 2007) è stato un artista e ceramista italiano.
Nato in Sicilia, ha completato la sua formazione artistica a Milano: prima al liceo di Brera e poi successivamente, per qualche tempo, all'Accademia di Brera, allievo per alcuni mesi di Giacomo Manzù. Dal 1950 (premio dell'Assemblea Regionale Siciliana alla Biennale d'arte della ceramica di Caltagirone) ha partecipato a varie mostre e rassegne nazionali ed internazionali. I premi vinti da Lucerna comprendono:  premio del Ministero Industria e Commercio alla IV mostra Sacra dell'Angelicum di Milano nel 1952; il premio del Ministero Industria e Commercio al concorso nazionale della ceramica a Faenza nel 1953; il primo premio all'VIII mostra della ceramica Vicenza nel 1953; la medaglia d'argento all'Esposizione universale di Bruxelles del 1958; il primo premio al concorso nazionale del Presepio in Roma nel 1962. Ha esposto nelle principali città italiane e, all'estero, a Monaco, Oslo, Lucerna e Salisburgo.
Opere di Mario Lucerna si trovano presso: il comune di Roma; l'Ente Turistico di Caltanissetta; il Museo nazionale della Ceramica a Faenza; il Museo nazionale di Vicenza; il Museo nazionale dell'Artigianato di Firenze; il Museo d'Arte di Lucerna (Svizzera); la Chiesa Basilicale di Caltagirone; il Duomo di Messina; la Chiesa di San Luca di Messina; il Seminario arcivescovile di Messina; la Chiesa dei paracadutisti di Udine; la Cappella dei Cappuccini di Messina; la Chiesa dei Gesuiti di Ragusa, la Chiesa Madre di Montalbano (Messina); la Chiesa di Giardini (Messina); l'orfanotrofio Antoniano di Francofonte ed in diverse collezioni private italiane e straniere.
Ha eseguito il monumento funebre dell'arcivescovo Paino (nella Basilica Cattedrale di Messina), il monumento a Sant' Annibale Maria Di Francia (Messina) e la porta della Cattedrale di Militello Val di Catania.